# Eugenio Tosi
Eugenio Tosi (6 de maio de 1864 - 7 de janeiro de 1929) foi um cardeal italiano da Igreja Católica. Ele serviu como arcebispo de Milão de 1922 até sua morte, e foi elevado ao cardinalato em 1922.

## Biografia

### Início da vida
Tosi nasceu em Busto Arsizio e estudou nos seminários de Monza e Milão. Foi ordenado ao sacerdócio em 4 de junho de 1887, ele entrou na Ordem dos Oblatos de Santo Ambrósio em 1889, depois de servir como cura em Busto. Tosi então ensinou na Casa Missionária dos Oblatos em Rho até 1909, quando foi nomeado Vigário Geral de Rimini.
Em 5 de abril de 1911, Tosi foi nomeado Bispo de Squillace pelo Papa Pio X. Ele recebeu sua consagração episcopal no dia 16 de abril de Dom André Carlos Cardeal Ferrari. Depois de se tornar Bispo de Andria em 22 de março de 1917, ele serviu como Administrador Apostólico de Squillace de 10 de agosto de 1917 a fevereiro de 1918.

### Cardeal Arcebispo de Milão
O Papa Pio XI nomeou Tosi para sucedê-lo como Arcebispo de Milão em 7 de março de 1922 e criou-o Cardeal-presbítero de Santos Silvestre e Martinho nos Montes no consistório de 11 de dezembro do mesmo ano. Ele denunciou publicamente o ato da ópera O martírio de San Sebastian, que os católicos foram proibidos de ver, no La Scala, em 1926.

### Morte
O cardeal Tosi morreu depois de uma longa doença em Milão, aos 64 anos. Ele está enterrado diante do altar de Virgem Potens na Catedral de Milão.